# Nutrición equina

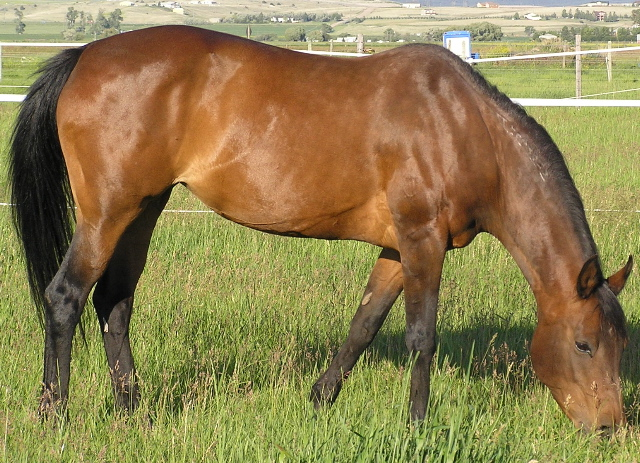
La hierba es una fuente natural de nutrición para el caballo.

La nutrición equina es la alimentación de caballos, ponis, mulos, burros y otros equinos. Una nutrición correcta y equilibrada es un componente crítico del cuidado adecuado de los caballos.
Los caballos son herbívoros no rumiantes del tipo conocido como "fermentador del intestino posterior". Los caballos sólo tienen un estómago, al igual que los humanos. Sin embargo, a diferencia de los humanos, también necesitan digerir la fibra vegetal (en gran parte celulosa) procedente de la hierba o el heno. Los rumiantes, como el ganado vacuno, son fermentadores del intestino anterior y digieren la fibra de la materia vegetal mediante un estómago de varias cámaras, mientras que los caballos utilizan la fermentación microbiana en una parte del sistema digestivo conocida como ciego (o ciego) para descomponer la celulosa.
En la práctica, los caballos prefieren comer pequeñas cantidades de alimento de forma constante a lo largo del día, como hacen en la naturaleza cuando pastan. Aunque esto no siempre es posible con las prácticas modernas de estabulación y los horarios humanos que favorecen la alimentación de los caballos dos veces al día, es importante recordar la biología subyacente del animal a la hora de determinar qué alimentar, con qué frecuencia y en qué cantidades.
El sistema digestivo del caballo es algo delicado. Los caballos no pueden regurgitar la comida, salvo por el esófago. Por lo tanto, si comen en exceso o algo venenoso, el vómito no es una opción.También tienen un intestino grueso largo y complejo y un equilibrio de microbios beneficiosos en el ciego que puede verse alterado por cambios rápidos en la alimentación. Debido a estos factores, son muy susceptibles a los cólicos, que son una de las principales causas de muerte en los caballos.Por lo tanto, los caballos necesitan alimentos limpios y de alta calidad, suministrados a intervalos regulares, además de agua, o pueden enfermar si se les somete a cambios bruscos en la dieta. Los caballos también son sensibles a los mohos y las toxinas. Por esta razón, nunca se les debe alimentar con materiales fermentables contaminados, como recortes de césped. En algunos lugares se alimenta a los caballos con ensilado fermentado o "henolaje"; sin embargo, la contaminación o el fallo del proceso de fermentación que permita cualquier moho o deterioro puede ser tóxico.

## El aparato digestivo
Los caballos y otros miembros del género Equus están adaptados por biología evolutiva a comer pequeñas cantidades del mismo tipo de alimento durante todo el día. En estado salvaje, los caballos se alimentaban de hierbas de las praderas de las regiones semiáridas y recorrían grandes distancias cada día para obtener una nutrición adecuada. Por ello, su sistema digestivo está hecho para funcionar mejor con un flujo pequeño pero constante de alimentos que no cambia mucho de un día para otro.

### Masticar y tragar
La digestión comienza en la boca. En primer lugar, el animal selecciona los trozos de forraje y recoge los alimentos más finos, como el grano, con los sensibles labios prensiles. Los dientes delanteros del caballo, llamados incisivos, pican el forraje y los premolares y molares trituran el alimento para tragarlo.
El esófago transporta el alimento hasta el estómago. El esófago entra en el estómago formando un ángulo agudo, creando una válvula unidireccional, con un potente mecanismo esfínter en la unión gastroesofágica, razón por la cual los caballos no pueden vomitar. El esófago es también la zona del tubo digestivo donde los caballos pueden sufrir ahogos (véase Enfermedades relacionadas con una alimentación inadecuada más abajo).

### El estómago y el intestino delgado
Los caballos tienen un estómago pequeño para su gran tamaño, lo que limita la cantidad de comida que pueden ingerir de una sola vez. El estómago de un caballo de tamaño medio tiene una capacidad de sólo 15 litros y funciona mejor cuando contiene unos 7,6 litros. Una de las razones por las que el forrajeo continuo o varias comidas pequeñas al día son mejores que una o dos comidas copiosas es que el estómago empieza a vaciarse cuando está lleno en sus dos terceras partes, independientemente de que la comida esté procesada o no.
El intestino delgado mide entre 15 y 21 metros de largo y contiene entre 38 y 45 litros. Es el principal órgano digestivo, donde entre el 50 y el 70% de todos los nutrientes se absorben en el torrente sanguíneo. Aquí actúa la bilis del hígado, combinada con enzimas del páncreas y del propio intestino delgado. Los équidos no tienen vesícula biliar, por lo que la bilis fluye constantemente, una adaptación a un suministro lento pero constante de alimentos, y otra razón para suministrar forraje a los caballos en varias tomas pequeñas.

### El ciego y el intestino grueso
El ciego es la primera sección del intestino grueso. También se conoce como "intestino de agua" o "intestino posterior". Es una bolsa ciegade aproximadamente 1,2 m de largo que contiene entre 26 y 30 litros de agua. El intestino delgado se abre en el ciego, y la fibra vegetal celulósica de los alimentos es fermentada por microbios durante aproximadamente siete horas. El material fermentado sale del ciego por otro orificio y pasa al colon gruesoLos microbios del ciego producen vitamina K, vitaminas del complejo B, proteínas y ácidos grasos. La razón por la que se debe cambiar lentamente la dieta de los caballos es que los microbios del ciego pueden modificar y adaptarse a la diferente estructura química de los nuevos alimentos. Un cambio demasiado brusco en la dieta puede provocar cólicos, ya que los nuevos materiales no se digieren correctamente.
El colon grueso, el colon delgado y el recto constituyen el resto del intestino grueso. El colon grueso mide entre 3,0 y 3,7 m de largo y contiene hasta 76 l de materia semilíquida. Su función principal es absorber los hidratos de carbono descompuestos a partir de la celulosa en el ciego. Debido a sus muchas vueltas y revueltas, es un lugar común para un tipo de cólico equino llamado impactación.El colon pequeño también mide de 3,0 a 3,7 m (10 a 12 pies) de largo, contiene unos 19 l (5 galones estadounidenses), es la zona donde se absorbe la mayor parte del agua y donde se forman las bolas fecales. El recto mide unos 30 cm de largo y actúa como cámara de retención de los desechos, que luego son expulsados del cuerpo a través del ano.

## Nutrientes
Como todos los animales, los equinos necesitan cinco clases principales de nutrientes para sobrevivir: agua, energía (principalmente en forma de grasas e hidratos de carbono), proteínas, vitaminas y minerales.

### Agua

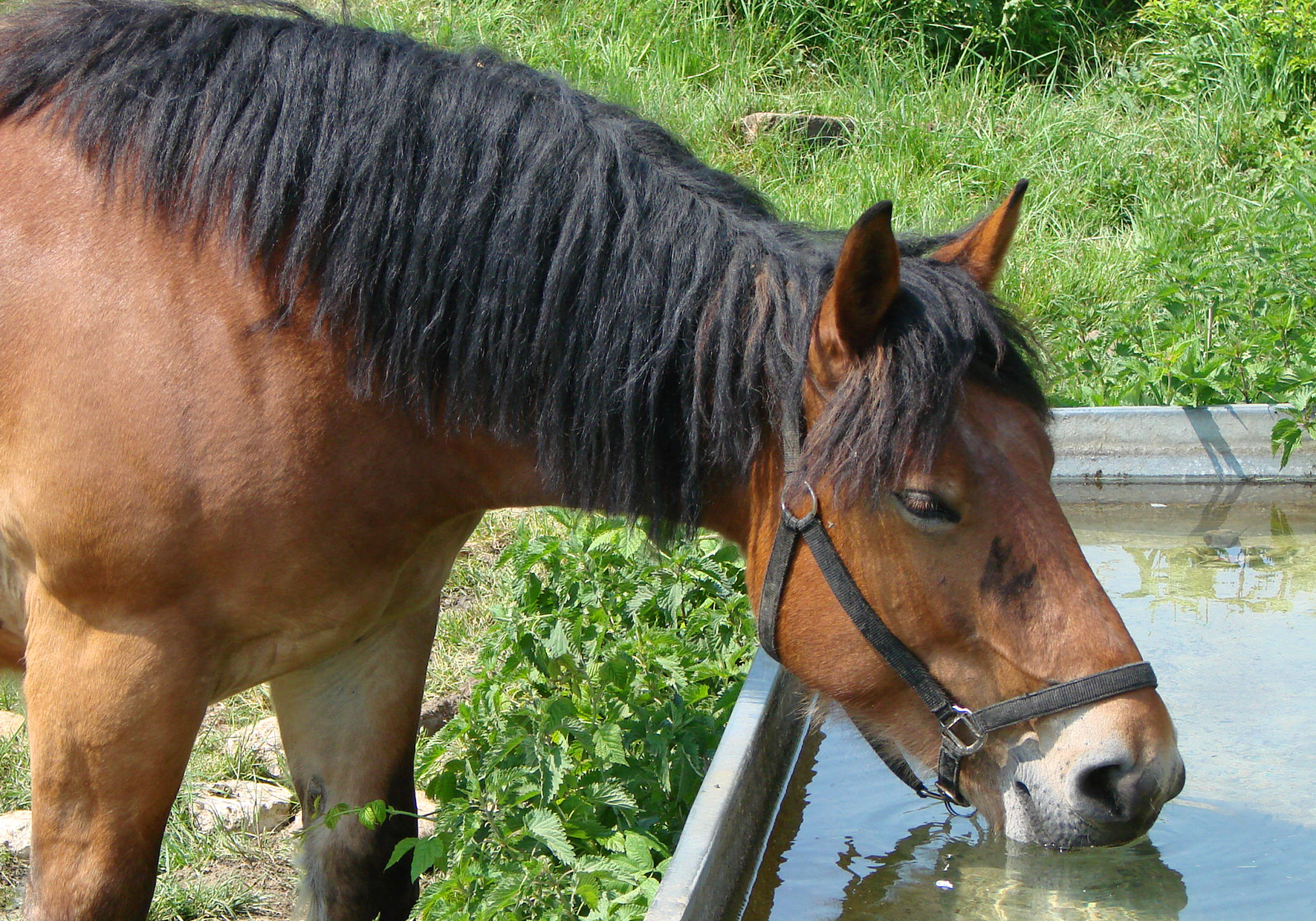
Los caballos necesitan grandes cantidades de agua limpia cada día.

El agua constituye entre el 62% y el 68% del peso corporal del caballo y es esencial para la vida. Los caballos sólo pueden vivir unos pocos días sin agua, y se deshidratan peligrosamente si pierden entre el 8% y el 10% de su agua corporal natural. Por lo tanto, es de vital importancia que los caballos tengan acceso a un suministro de agua fresca, limpia y adecuada.
Un caballo medio de 450 kg bebe entre 38 y 45 l de agua al día, más cuando hace calor, cuando come forraje seco como el heno o cuando consume altos niveles de sal, potasio y magnesio. Los caballos beben menos agua cuando hace fresco o cuando comen pastos frondosos, que tienen un mayor contenido de agua. Cuando están sometidos a un trabajo duro, o si una yegua está lactando, las necesidades de agua pueden ser hasta cuatro veces superiores a lo normal En invierno, la nieve no es una fuente de agua suficiente para los caballos. Aunque necesitan mucha agua, los caballos pasan muy poco tiempo bebiendo; normalmente de 1 a 8 minutos al día, repartidos en 2 a 8 episodios.
El agua desempeña un papel importante en la digestión. Los forrajes y granos que comen los caballos se mezclan con la saliva en la boca para formar un bolo húmedo que pueda tragarse fácilmente. Por lo tanto, los caballos producen hasta 10 galones americanos (38 L) o 85 libras de saliva al día.

### Nutrientes energéticos y proteínas
Las fuentes nutricionales de energía son las grasas y los hidratos de carbono. Las proteínas son un componente fundamental de los músculos y otros tejidos.Los caballos que hacen mucho ejercicio, están en crecimiento, preñados o en periodo de lactancia necesitan más energía y proteínas en su dieta. Sin embargo, si un caballo tiene demasiada energía en su dieta y no hace suficiente ejercicio, puede volverse demasiado nervioso y difícil de manejar.
La grasa existe en niveles bajos en las plantas y puede añadirse para aumentar la densidad energética de la dieta. La grasa tiene 9 megacalorías (38 MJ) por kilogramo de energía, es decir, 2,25 veces más que cualquier fuente de carbohidratos.Como los équidos no tienen vesícula biliar para almacenar grandes cantidades de bilis, que fluye continuamente desde el hígado directamente al intestino delgado, la grasa, aunque es un nutriente necesario, les resulta difícil de digerir y utilizar en grandes cantidades. [Sin embargo, son capaces de digerir una mayor cantidad de grasa que el ganado.Los caballos se benefician de hasta un 8% de grasa en sus dietas, pero una cantidad mayor no siempre proporciona un beneficio visible. Los caballos sólo pueden ingerir entre un 15% y un 20% de grasa sin riesgo de diarrea.
Los carbohidratos, la principal fuente de energía en la mayoría de las raciones, suelen suministrarse en forma de heno, hierba y grano. Los carbohidratos solubles, como los almidones y los azúcares, se descomponen fácilmente en glucosa en el intestino delgado y se absorben. Los carbohidratos insolubles, como la fibra (celulosa), no son digeridos por las enzimas propias del caballo, sino que son fermentados por microbios  en el ciego y el colon grueso para descomponer y liberar sus fuentes de energía, los ácidos grasos volátiles.
Los carbohidratos solubles se encuentran en casi todas las fuentes de alimentación; el maíz tiene la mayor cantidad, después la cebada y la avena. Los forrajes tienen normalmente sólo un 6-8% de carbohidratos solubles, pero en determinadas condiciones pueden tener hasta un 30%. La ingestión repentina de grandes cantidades de almidón o de piensos con alto contenido en azúcares puede provocar, como mínimo, un cólico indigesto y, en el peor de los casos, una colitis o laminitis potencialmente mortales.
Las proteínas se utilizan en todas las partes del cuerpo, especialmente en los músculos, la sangre, las hormonas, las pezuñas y las células ciliadas.Los principales componentes de las proteínas son los aminoácidos. La alfalfa y otras leguminosas presentes en el heno son buenas fuentes de proteínas que pueden añadirse fácilmente a la dieta. La mayoría de los caballos adultos sólo necesitan entre un 8 y un 10% de proteínas en su dieta; sin embargo, una mayor cantidad de proteínas es importante para las yeguas lactantes y los potros jóvenes en crecimiento.

### Vitaminas y minerales

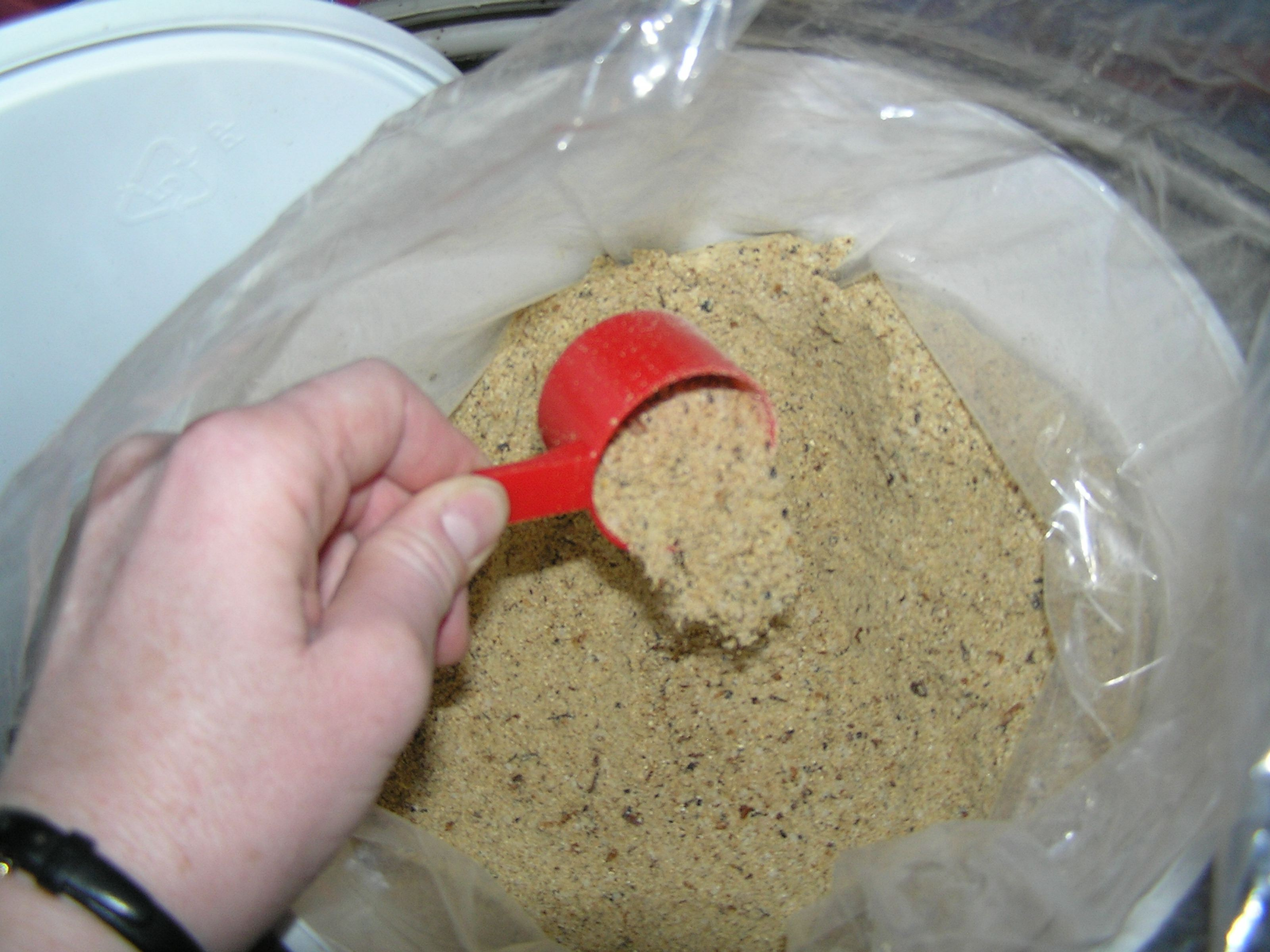
Existen muchos suplementos vitamínicos y minerales comerciales para caballos.

Los caballos que no están sometidos a trabajos duros ni a condiciones extremas suelen tener cantidades más que suficientes de vitaminas en su dieta si reciben forrajes frescos, verdes y de hoja. A veces es necesario un suplemento de vitaminas/minerales cuando se alimenta con heno de baja calidad, si el caballo está sometido a estrés (enfermedad, viajes, exhibiciones, carreras, etc.) o si no come bien. El grano tiene un equilibrio de nutrientes diferente al del forraje, por lo que requiere una suplementación especializada para evitar un desequilibrio de vitaminas y minerales.
Los minerales son necesarios para el mantenimiento y el funcionamiento del esqueleto, los nervios y los músculos. Entre ellos están el calcio, el fósforo, el sodio, el potasio y el cloruro, y suelen encontrarse en la mayoría de los piensos de buena calidad. Los caballos también necesitan oligoelementos como magnesio, selenio, cobre, zinc y yodo. Normalmente, si los animales adultos en niveles de mantenimiento consumen heno fresco o pastan, recibirán cantidades adecuadas de minerales en su dieta, con la excepción del cloruro sódico (sal), que debe suministrarse, preferiblemente libre elección.Algunos pastos son deficientes en ciertos oligoelementos, como selenio, zinc y cobre, y en tales situaciones pueden producirse problemas de salud, incluidas enfermedades carenciales, si no se suplementa adecuadamente la ingesta de oligoelementos de los caballos.
El calcio y el fósforo se necesitan en una proporción específica de entre 1:1 y 2:1. Los caballos adultos pueden tolerar hasta una proporción de 5:1, los potros no más de 3:1.  Debe evitarse una ración total con una proporción de fósforo superior a la de calcio.Con el tiempo, el desequilibrio acabará provocando una serie de posibles problemas relacionados con los huesos, como la osteoporosis.
Los potros y los caballos jóvenes en crecimiento durante sus primeros tres o cuatro años tienen necesidades nutricionales especiales y requieren alimentos equilibrados con una proporción adecuada de calcio:fósforo y otros oligoelementos. En los animales jóvenes con una dieta desequilibrada pueden aparecer varios problemas esqueléticos. El trabajo duro aumenta la necesidad de minerales; la sudoración agota el sodio, el potasio y el cloruro del sistema del caballo. Por lo tanto, la suplementación con electrolitos puede ser necesaria para los caballos en entrenamiento intenso, especialmente cuando hace calor.

## Tipos de alimentación

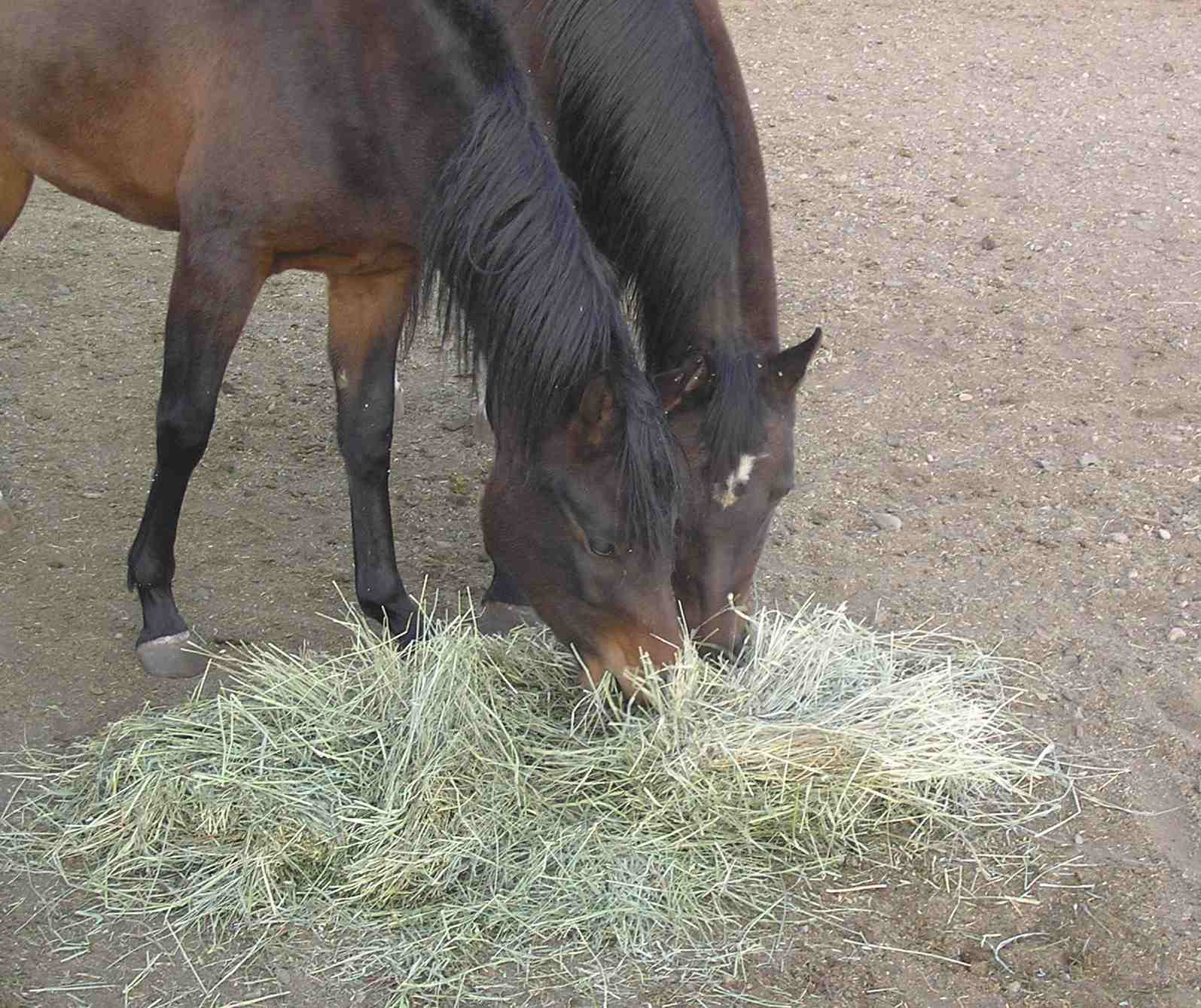
Los forrajes, como el heno, constituyen la mayor parte de la dieta equina en peso.

Los équidos pueden consumir aproximadamente entre el 2 y el 2,5% de su peso corporal en alimento seco cada día. Por tanto, un caballo adulto de 450 kg (1.000 lb) puede ingerir hasta 11 kg (25 lb) de alimento. Los potros de menos de seis meses comen entre el 2% y el 4% de su peso cada día.
Los alimentos sólidos se clasifican en tres categorías: forrajes (como heno y hierba), concentrados (incluidos cereales o raciones en pellets) y suplementos (como pellets preparados de vitaminas o minerales). Los nutricionistas equinos recomiendan que el 50% o más de la dieta del animal en peso sean forrajes. Si un caballo está trabajando duro y requiere más energía, se aumenta el uso de grano y se disminuye el porcentaje de forraje para que el caballo obtenga el contenido energético que necesita para el trabajo que está realizando. Sin embargo, la cantidad de forraje nunca debe ser inferior al 1% del peso corporal del caballo al día.

### Forrajes

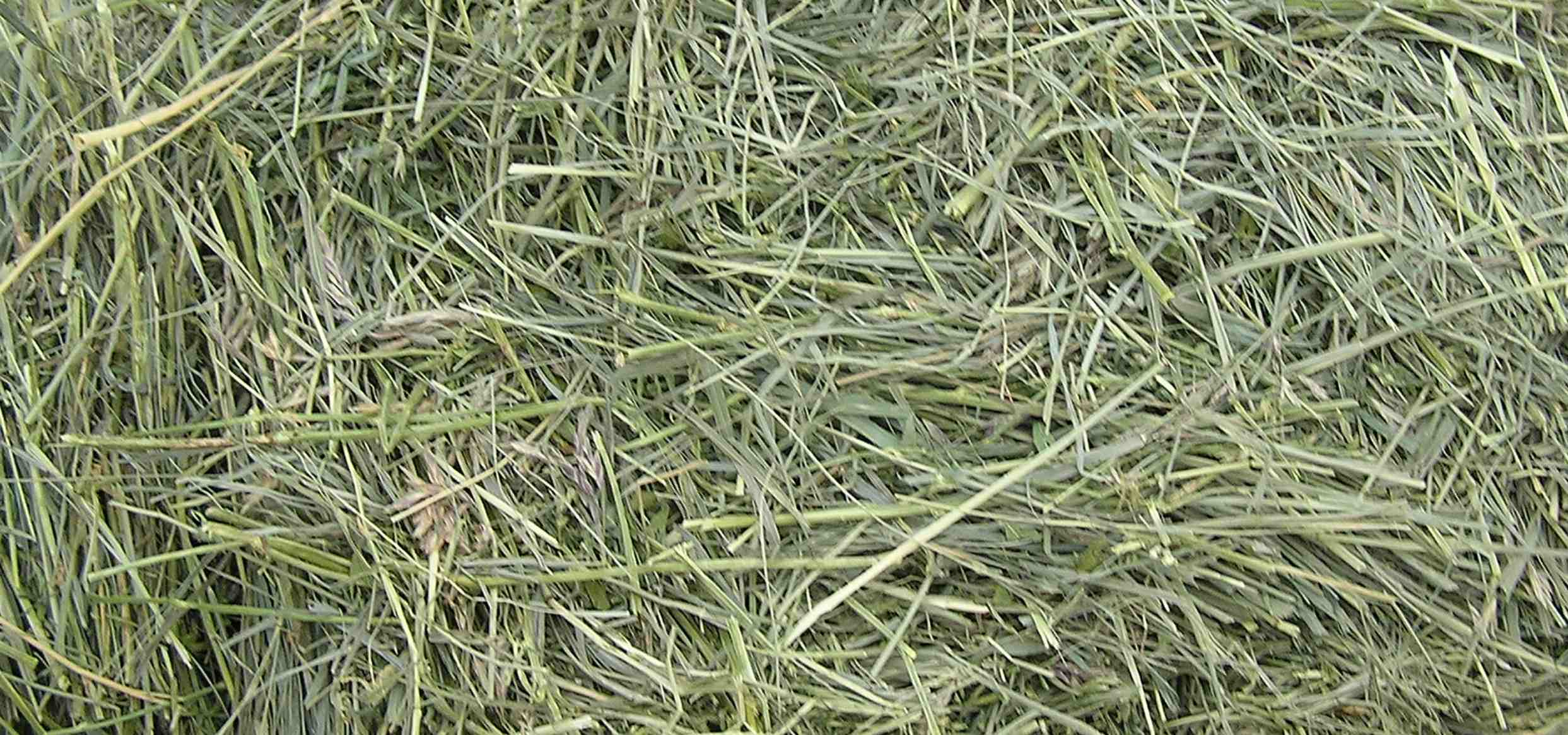
El heno de hierba de buena calidad es verde y tiene hojas visibles y cabezas de semillas jóvenes.

Los forrajes son materiales vegetales clasificados como leguminosas o gramíneas que se encuentran en los pastos o en el heno. A menudo, los pastos y los campos de heno contienen una mezcla de gramíneas y leguminosas. Los nutrientes disponibles en el forraje varían enormemente en función de la madurez de las gramíneas, la fertilización, la gestión y las condiciones ambientales. Las gramíneas toleran una amplia gama de condiciones y contienen la mayoría de los nutrientes necesarios. Algunas gramíneas de uso común son la fleo, el bromo, la festuca, la bermuda costera, la hierba de los huertos y el pasto azul de Kentucky. Otro tipo de forraje que a veces se suministra a los caballos es la pulpa de remolacha, un subproducto sobrante del procesado de la remolacha azucarera, con un alto contenido energético y de fibra.
Las leguminosas, como el trébol o la alfalfa, suelen ser más ricas en proteínas, calcio y energía que las gramíneas. Sin embargo, requieren un clima cálido y un buen suelo para producir los mejores nutrientes. Los forrajes de leguminosas suelen ser más ricos en proteínas que los de gramíneas. También son más ricos en minerales, sobre todo calcio, pero tienen una proporción incorrecta de calcio y fósforo. Por su alto contenido en proteínas, son muy recomendables para caballos en crecimiento o sometidos a trabajos muy duros, pero la relación calcio:fósforo debe equilibrarse con otros alimentos para evitar anomalías óseas.
El heno es una mezcla desecada de gramíneas y leguminosas. Se corta en el campo y luego se seca y se empaca para su almacenamiento.El heno es más nutritivo cuando se corta pronto, antes de que las cabezas de las semillas estén completamente maduras y antes de que los tallos de las plantas se vuelvan duros y gruesos. El heno que está muy verde puede ser un buen indicador de la cantidad de nutrientes que contiene; sin embargo, el color no es el único indicador de calidad: el olor y la textura también son importantes.El heno puede ser analizado por muchos laboratorios y es la forma más fiable de conocer los valores nutricionales que contiene.
El heno, sobre todo el de alfalfa, a veces se comprime en pellets o cubos. El heno procesado puede tener una calidad más homogénea y es más cómodo de transportar y almacenar. También es fácil de obtener en zonas que pueden sufrir escasez localizada de heno. Sin embargo, estas formas más concentradas se pueden sobrealimentar y los caballos son algo más propensos a atragantarse con ellas. Por otra parte, los pellets y cubos de heno pueden remojarse hasta que se deshacen en una pulpa o papilla espesa, y en este estado son una fuente de alimento muy útil para caballos con problemas dentales como enfermedades dentales, pérdida de dientes por edad o anomalías estructurales.
Haylage, también conocido como Round bale silage es un término para la hierba sellada en bolsas de plástico herméticas, una forma de forraje que se alimenta con frecuencia en el Reino Unido y Europa continental, pero no se ve a menudo en los EE.UU.Dado que la paca de heno es un tipo de ensilado, el heno almacenado de esta forma debe permanecer completamente sellado en plástico, ya que cualquier agujero o rotura puede detener las propiedades de conservación de la fermentación y provocar la aparición de moho o su deterioro. Los roedores que mastican el plástico también pueden estropear el heno e introducir contaminación en la paca. Si un roedor muere dentro del plástico, las toxinas botulínicas liberadas pueden contaminar toda la paca.
A veces se alimenta a los animales con paja o tamo. Sin embargo, se trata de forraje con escaso valor nutritivo, aparte de proporcionar fibra. A veces se utiliza como relleno; puede frenar a los caballos que comen el grano demasiado rápido, o puede proporcionar fibra adicional cuando el caballo debe satisfacer la mayoría de sus necesidades nutricionales mediante piensos concentrados.La paja se utiliza más a menudo como lecho en los establos para absorber los desechos.

### Concentrados
Granos

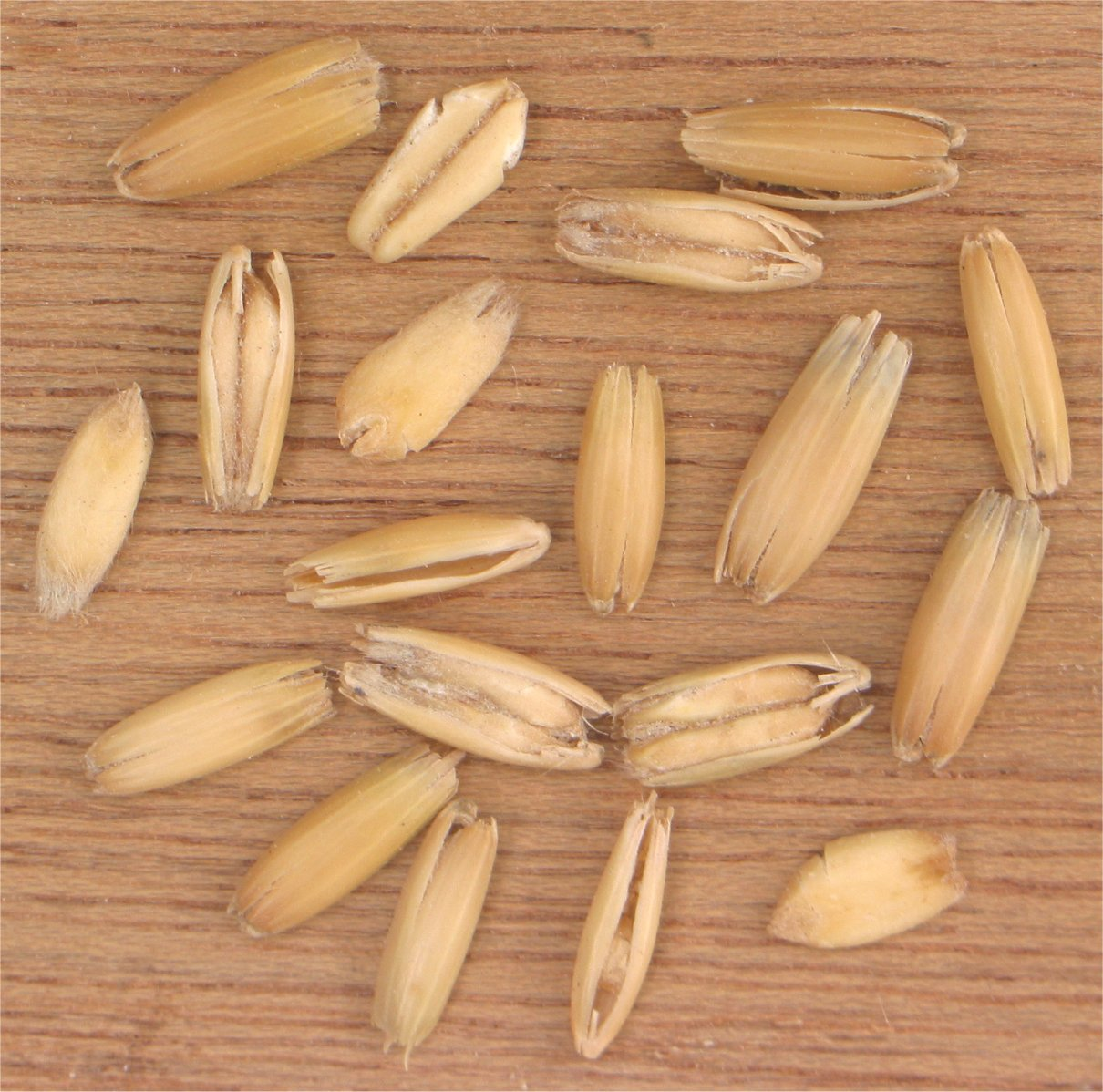
Avena

Los granos enteros o triturados son la forma más común de pienso concentrado, a veces denominados genéricamente "avena" o "maíz" aunque esos granos no estén presentes, también llamados a veces straights en el Reino Unido.
La avena es el grano más popular para los caballos. La avena tiene un valor energético digerible más bajo y un mayor contenido en fibra que la mayoría de los demás cereales. Forma una masa suelta en el estómago que se adapta bien al sistema digestivo equino. También es más sabrosa y digerible que otros cereales.

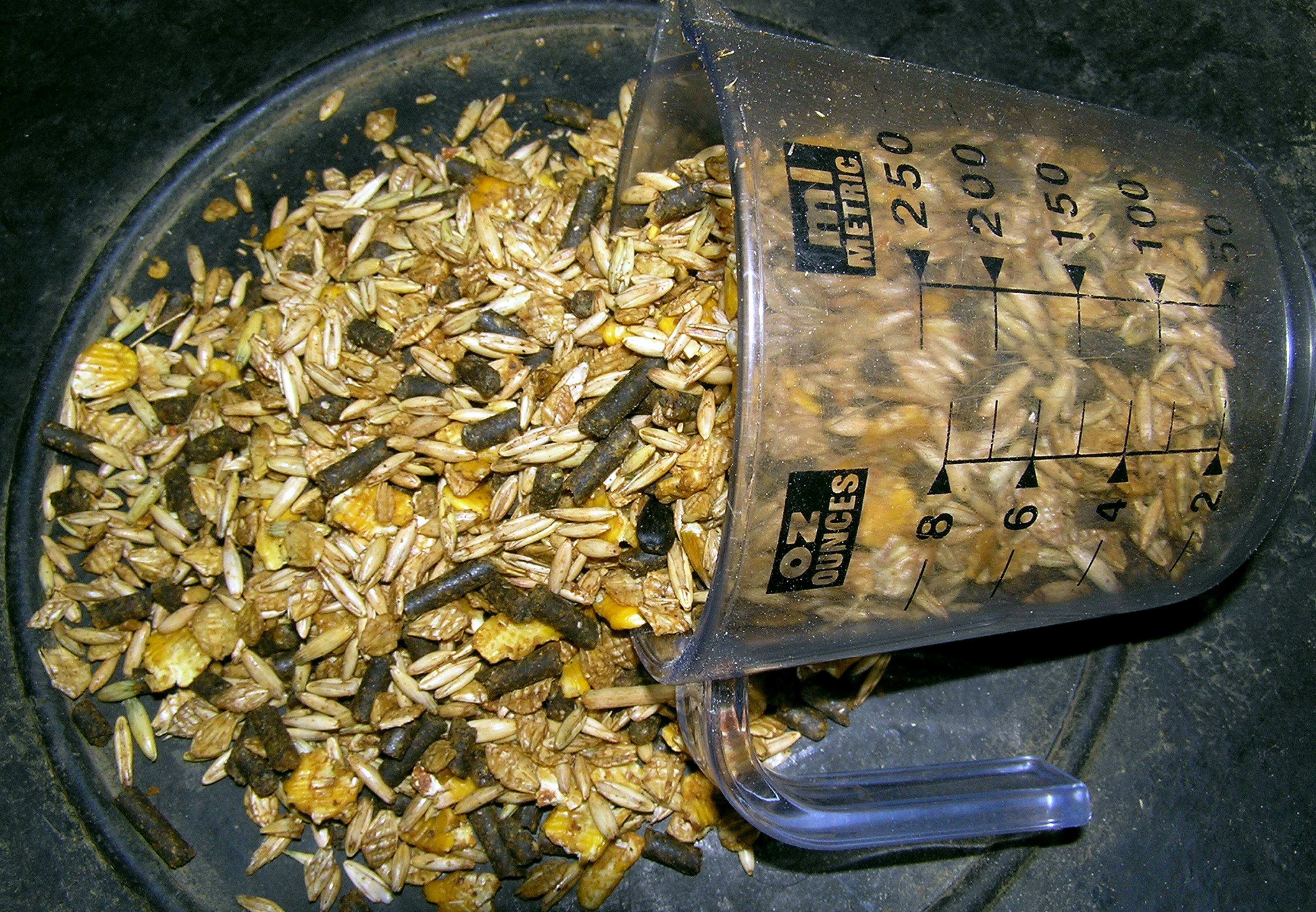
Una ración premezclada de maíz prensado, avena, cebada y suplemento peletizado.

El maíz (EE. UU.) es el segundo cereal más apetecible. Proporciona el doble de energía digerible que un volumen igual de avena y es bajo en fibra. Debido a estas características, es fácil sobrealimentarlo, provocando obesidad, por lo que rara vez se alimenta a los caballos con maíz solo. Los nutricionistas advierten que el maíz mohoso es venenoso para los caballos.
La cebada también se utiliza para alimentar a los caballos, pero debe procesarse para romper la cáscara de la semilla y facilitar su digestibilidad. A menudo se utiliza en combinación con avena y maíz, una mezcla conocida informalmente con el acrónimo "COB" (maíz, avena y cebada).
El trigo no suele utilizarse como concentrado. Sin embargo, a veces se añade salvado de trigo a la dieta de un caballo como nutrición suplementaria, normalmente humedecido y en forma de puré de salvado. El salvado de trigo tiene un alto contenido en fósforo, por lo que debe administrarse con cuidado para que no cause un desequilibrio en la relación Ca:P de una ración. Este uso del salvado, que antes se promocionaba por su efecto laxante, se considera ahora innecesario, ya que los caballos, a diferencia de los humanos, obtienen suficiente fibra en sus dietas a partir de otras fuentes.
Mezclas y pellets
Muchos fabricantes de piensos combinan varios granos y añaden suplementos adicionales de vitaminas y minerales para crear un pienso premezclado completo que resulte fácil de suministrar a los propietarios y tenga una calidad nutricional predecible. Algunos de estos piensos preparados se fabrican en forma de pellets, mientras que otros conservan los granos en su forma original. En muchos casos se utiliza melaza como aglutinante para reducir el polvo y aumentar la palatabilidad.Las mezclas de cereales con melaza añadida suelen denominarse "pienso dulce" en Estados Unidos y "mezcla gruesa" en el Reino Unido. Los piensos peletizados o extrusionados (a veces denominados "nueces" en el Reino Unido) pueden ser más fáciles de masticar y permiten desperdiciar menos alimento.Los caballos suelen comer pellets con la misma facilidad que el grano. Sin embargo, los pellets también son más caros, e incluso las raciones "completas" no eliminan la necesidad de forraje.
Suplementos
El caballo moderno medio que come buen heno o pastos con trabajo ligero no suele necesitar suplementos; sin embargo, los caballos sometidos a estrés debido a la edad, el trabajo atlético intensivo o la reproducción pueden necesitar nutrición adicional. A veces se añaden grasas y proteínas adicionales a la dieta del caballo, junto con suplementos vitamínicos y minerales. Existen cientos, si no miles, de suplementos vitamínicos y minerales preparados comercialmente en el mercado, muchos de ellos adaptados a caballos con necesidades especializadas.
La harina de soja es un suplemento proteínico habitual, con una media del 44% de proteína bruta. La proteína de la harina de soja es de alta calidad, con la proporción adecuada de aminoácidos esenciales en la dieta de los équidos. También se utilizan la harina de algodón, la harina de lino y la harina de cacahuete, pero no son tan comunes.

## Prácticas alimentarias

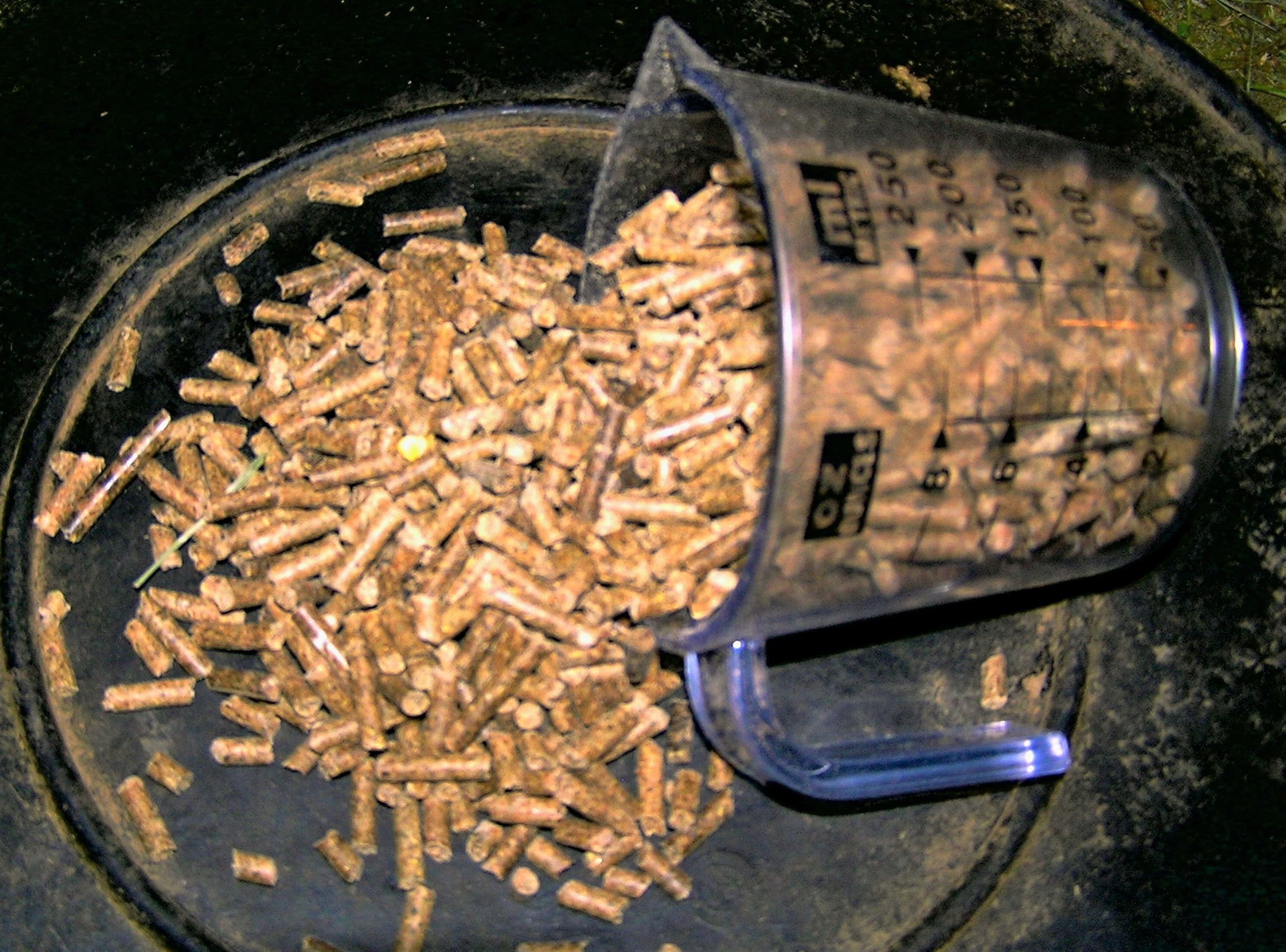
Una ración peletizada o extrusionada para caballos contiene cereales y otros productos vegetales, además de suplementos vitamínicos y minerales.

La mayoría de los caballos sólo necesitan forraje de calidad, agua y un bloque de sales o minerales.A menudo no es necesario suministrar grano u otros concentrados  Pero, cuando se suministran grano u otros concentrados, las cantidades deben controlarse cuidadosamente. Para ello, el pienso para caballos se mide por peso, no por volumen. Por ejemplo, una libra (0,45 kg) de avena tiene un volumen diferente que una libra (0,45 kg) de maíz.Cuando no es posible el acceso continuo al alimento, es más coherente con el comportamiento natural de alimentación proporcionar tres pequeñas tomas al día en lugar de una o dos grandes. Sin embargo, incluso dos comidas diarias son preferibles a una sola. Para calcular la cantidad de alimento, se puede utilizar una cinta métrica que proporcione una estimación razonablemente precisa del peso del caballo. La cinta mide la circunferencia del cuerpo del caballo, justo detrás de la cruz y los codos, y está calibrada para convertir la circunferencia en peso aproximado.
Las cantidades reales alimentadas varían en función del tamaño del caballo, su edad, el clima y el trabajo al que se somete al animal. Además, influyen factores genéticos. Algunos animales son fáciles de mantener por naturaleza (buenos hacedores), lo que significa que pueden prosperar con pequeñas cantidades de comida y son propensos a la obesidad y otros problemas de salud si se les alimenta en exceso. Otros son difíciles de mantener (malos hacedores), lo que significa que tienden a adelgazar y necesitan mucha más comida para mantener un peso saludable.
Los veterinarios suelen ser una buena fuente de recomendaciones sobre los tipos y cantidades de alimento apropiados para un caballo concreto. Los nutricionistas de animales también están formados para elaborar raciones equinas y hacer recomendaciones. También hay numerosos libros escritos sobre el tema. Los fabricantes de piensos suelen ofrecer directrices muy específicas sobre cómo seleccionar y alimentar adecuadamente los productos de su empresa y, en Estados Unidos, la oficina local del Servicio de Extensión Cooperativa puede proporcionar material didáctico y recomendaciones de expertos.

### Alimentación con forrajes
Los équidos siempre necesitan forraje. Siempre que sea posible, los nutricionistas recomiendan que esté disponible en todo momento, al menos cuando al hacerlo no se sobrealimente al animal y se le provoque obesidad. Es seguro alimentar con una ración que sea 100% forraje. (junto con agua y sal suplementaria), y cualquier ración de pienso debería tener al menos un 50% de forraje. El heno con alfalfa u otras leguminosas tiene una nutrición más concentrada y por eso se alimenta en cantidades menores que el heno de hierba, aunque muchos henos tienen una mezcla de ambos tipos de plantas.
Cuando se alimenta con pulpa de remolacha, una ración de 0,91 kg (2 lb) a 2,3 kg (5 lb) suele remojarse en agua de 3 a 4 horas antes de la alimentación para hacerla más apetecible y minimizar el riesgo de asfixia y otros problemas. Suele remojarse en una proporción de una parte de pulpa de remolacha por dos de agua. La pulpa de remolacha suele suministrarse como complemento del heno, pero a veces sustituye a éste cuando se da a caballos muy viejos que ya no pueden masticar bien.Está disponible tanto en forma de gránulos como triturada, pero los gránulos deben remojarse mucho más tiempo que la pulpa de remolacha triturada.
Algunas raciones granuladas están diseñadas para ser un alimento "completo" que contiene heno y grano, satisfaciendo todas las necesidades nutricionales del caballo. Sin embargo, incluso estas raciones deben contener algo de heno o pasto, un mínimo de media libra de forraje por cada 45 kg (100 lb) de caballo, para que el sistema digestivo funcione correctamente y para satisfacer la necesidad del caballo de pastar.
Cuando los caballos pastan en condiciones naturales, pueden pasar hasta 18 horas al día haciéndolo.Sin embargo, en los pastos de regadío modernos, pueden satisfacer sus necesidades nutricionales de forraje en tan sólo tres horas al día, dependiendo de la calidad de la hierba disponible.
Estudios recientes abordan el nivel de diversos carbohidratos no estructurales (CNE), como el fructano, en los forrajes. Un nivel demasiado alto de NSC causa dificultades a los animales propensos a la laminitis o a la miopatía equina por almacenamiento de polisacáridos (EPSM). El NSC no se puede determinar observando el forraje, pero se pueden analizar los niveles de NSC en el heno y los pastos.

### Alimentación con concentrados
Cuando se suministran concentrados, se recomienda hacerlo en cantidades no superiores al 1% del peso corporal del caballo al día,y preferiblemente en dos o más tomas de no más del 0,5% del peso corporal cada una. Si una ración debe contener un porcentaje más elevado de concentrados, como la de un caballo de carreras, deben utilizarse en la medida de lo posible granos voluminosos como la avena; una masa suelta de alimento ayuda a prevenir los cólicos por impactación.Las úlceras pépticas están relacionadas con una concentración demasiado elevada de grano en la dieta, especialmente observadas en los caballos de carreras modernos, donde algunos estudios muestran que estas úlceras afectan hasta al 90% de todos los caballos de carreras.
En general, la porción de la ración que debe consistir en grano u otro alimento concentrado es del 0-10% de grano para caballos maduros ociosos; entre el 20-70% para caballos de trabajo, dependiendo de la edad, la intensidad de la actividad y las necesidades energéticas. Los concentrados no deben administrarse a los caballos una hora antes o después de un entrenamiento intenso. Los concentrados también deben ajustarse al nivel de rendimiento. El exceso de grano y el ejercicio inadecuado no sólo pueden provocar problemas de comportamiento,sino que también pueden desencadenar graves problemas de salud, como la rabdomiólisis equina por esfuerzo, o "atadura", en caballos propensos a padecerla.
Otro posible riesgo son las diversas formas de cólico equino. Un problema relativamente infrecuente, pero normalmente mortal, es la colitis-X, que puede desencadenarse por el exceso de proteínas y la falta de forraje en la dieta, lo que permite la multiplicación de los órganos clostridiales.

### Acceso al agua
Normalmente, los caballos necesitan libre acceso a toda el agua fresca y limpia que deseen y, para evitar la deshidratación, no se les debe privar del agua durante más de cuatro horas seguidas. Sin embargo, puede ser necesario limitar temporalmente la cantidad de agua cuando un caballo tiene mucho calor después de un entrenamiento intenso. Mientras un caballo acalorado siga trabajando, puede beber hasta saciarse a intervalos periódicos, siempre que se utilice el sentido común y no se obligue a un caballo sobrecalentado a beber de fuentes de agua extremadamente frías. Pero cuando termina el entrenamiento, el caballo necesita refrescarse y caminar entre 30 y 90 minutos antes de que se le permita beber toda el agua que quiera de una sola vez. Sin embargo, la deshidratación también es un problema, por lo que debe ofrecerse algo de agua durante el proceso de enfriamiento. Un caballo caliente se rehidratará correctamente mientras se refresca si se le ofrecen unos tragos de agua cada tres o cinco minutos mientras se le pasea. A veces, el mecanismo de la sed no se pone en marcha inmediatamente después de un entrenamiento intenso, lo que constituye otra razón para ofrecer rellenos periódicos de agua durante el periodo de enfriamiento.
Incluso un caballo ligeramente deshidratado corre un mayor riesgo de sufrir un cólico por impactación. Además, la deshidratación puede conducir a la pérdida de peso porque el caballo no puede producir cantidades adecuadas de saliva, disminuyendo así la cantidad de alimento y forraje seco consumido.Por lo tanto, es especialmente importante para los propietarios de caballos animar a sus caballos a beber cuando hay riesgo de deshidratación; cuando los caballos están perdiendo un cuando los caballos pierden mucha agua en climas cálidos debido a un trabajo extenuante, o en climas fríos debido a la tendencia natural de los caballos a beber menos cuando se encuentran en un ambiente frío. Para animarles a beber, los propietarios pueden añadir electrolitos al pienso, aditivos para hacer el agua especialmente apetecible (como zumo de manzana) o, cuando hace frío, calentar el agua para que no esté a una temperatura cercana al punto de congelación.

### Aspectos especiales de la alimentación de los ponis

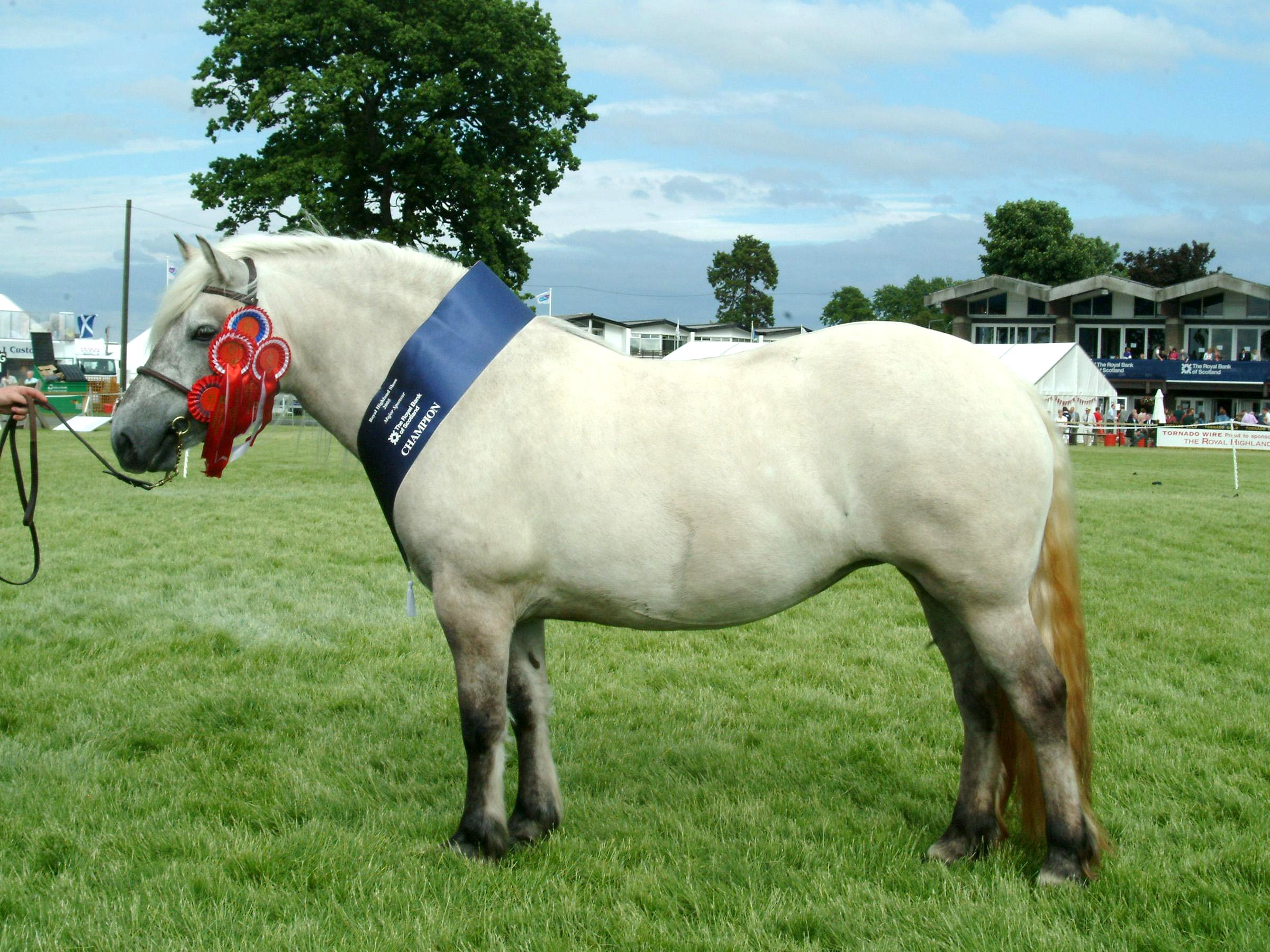
Los ponis necesitan menos alimento que los caballos de tamaño normal.

Los ponis y los caballos miniatura suelen ser fáciles de cuidar y necesitan menos alimento que los caballos de tamaño normal. Esto se debe no sólo a que son más pequeños, sino también a que, al haber evolucionado en condiciones de vida más duras que los caballos, utilizan el alimento de forma más eficiente.Los ponis se vuelven obesos fácilmente por sobrealimentación y corren un alto riesgo de sufrir cólicos y, sobre todo, laminitis.
La alimentación incorrecta es tan preocupante como la sobrealimentación. Los ponis y los caballos miniatura necesitan una dieta relativamente baja en azúcares, almidones y calorías, pero más rica en fibras. Los caballos miniatura, en particular, necesitan menos calorías libra por libra que un caballo normal, y son más propensos a la hiperlipemia que los caballos normales, además de tener un mayor riesgo de desarrollar el síndrome metabólico equino.
Es importante hacer un seguimiento cuidadoso del peso del poni, utilizando una cinta de peso. Los forrajes pueden suministrarse en función del peso, a razón de 0,45 kg de forraje por cada 45 kg. El forraje, junto con el agua y un bloque de sales y minerales, es todo lo que necesitan la mayoría de los ponis. Si un poni muy trabajador necesita concentrados, se recomienda una proporción no superior al 30% de concentrados por cada 70% de forraje.Los concentrados diseñados para caballos, con vitaminas y minerales añadidos, a menudo aportan nutrientes insuficientes para las pequeñas raciones que necesitan los ponis. Por lo tanto, si un poni necesita concentrados, deben utilizarse piensos y suplementos diseñados especialmente para ponis. En el Reino Unido, los pellets extruidos diseñados para ponis se denominan a veces "pony nuts".

### Alimentación especial para mulos y burros

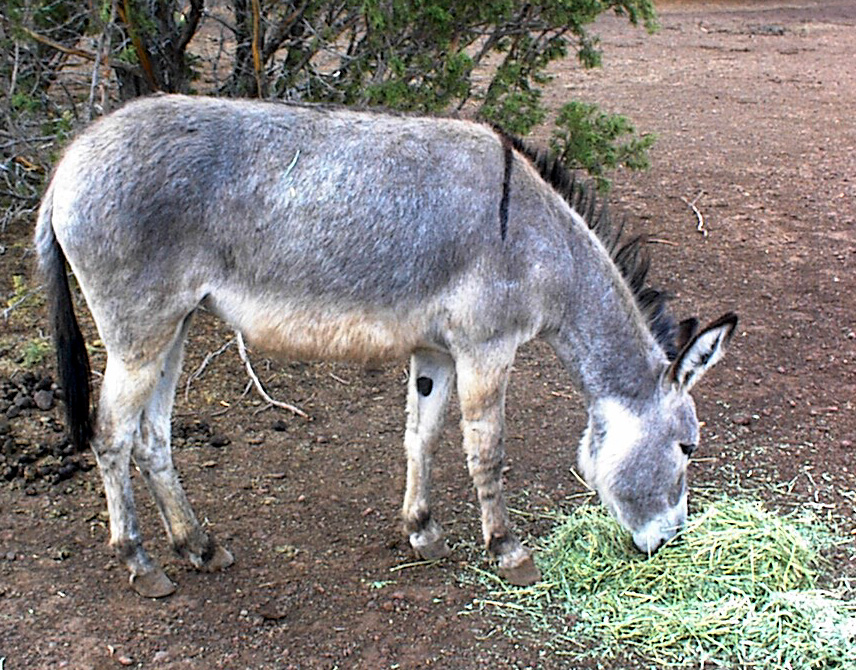
Los burros y las mulas necesitan menos alimento concentrado que los caballos.

Al igual que los ponis, las mulas y los burros también son muy resistentes y, por lo general, necesitan menos alimento concentrado que los caballos. Las mulas necesitan menos proteínas que los caballos y les va mejor el heno de hierba con un suplemento de vitaminas y minerales. Si las mulas se alimentan con concentrados, sólo necesitan la mitad de lo que necesita un caballo. Al igual que los caballos, las mulas necesitan agua fresca y limpia, pero es menos probable que beban en exceso cuando hace calor.
Los burros, como las mulas, necesitan menos proteínas y más fibra que los caballos. Aunque el tracto gastrointestinal del burro no presenta diferencias marcadas en su estructura con respecto al del caballo, los burros son más eficientes en la digestión de los alimentos y prosperan con menos forraje que un poni de tamaño similar. Sólo necesitan comer un 1,5% de su peso corporal al día en materia seca.No se entiende del todo por qué los burros son digestores tan eficientes, pero se cree que pueden tener una población microbiana en el intestino grueso diferente a la de los caballos, o posiblemente un mayor tiempo de retención intestinal.
A los burros les va mejor cuando se les permite consumir pequeñas cantidades de comida durante largos periodos, como es natural para ellos en un clima árido. Pueden satisfacer sus necesidades nutricionales con 6 o 7 horas diarias de pastoreo en pastos de secano que no estén estresados por la sequía. Si trabajan muchas horas o no tienen acceso a los pastos, necesitan heno o un forraje desecado similar, con una proporción máxima de 1:4 entre leguminosas y hierba. También necesitan suplementos de sal y minerales, y acceso a agua limpia y fresca. Al igual que los ponis y las mulas, en un clima exuberante, los burros son propensos a la obesidad y corren el riesgo de padecer laminitis.

### Golosinas
A mucha gente le gusta dar a los caballos golosinas especiales como zanahorias, terrones de azúcar, caramelos de menta o "galletas" especialmente fabricadas para caballos. Los caballos no necesitan golosinas y, debido al riesgo de cólico o atragantamiento, muchos propietarios no permiten que sus caballos reciban golosinas. Además, algunos caballos pueden desarrollar problemas de comportamiento si se les da demasiadas golosinas, sobre todo una tendencia a morder si se les alimenta con la mano, y por este motivo muchos entrenadores de caballos e instructores de equitación desaconsejan esta práctica.
Sin embargo, si se permiten las golosinas, las zanahorias y los pellets de heno comprimido son comunes, nutritivos y, por lo general, no perjudiciales.Las manzanas también son aceptables, aunque es mejor cortarlas primero en rodajas. Las "galletas" para caballos suelen fabricarse especialmente a partir de cereales ordinarios y algo de melaza añadida. Por lo general, no causan problemas nutricionales si se suministran en pequeñas cantidades. Sin embargo, muchos tipos de alimentos humanos son potencialmente peligrosos para el caballo y no deben dársele. Entre ellos se incluyen los productos de panadería, los productos cárnicos, los dulces y las bebidas carbonatadas o alcohólicas.
Antaño era habitual dar a los caballos una papilla semanal de salvado de trigo mezclado con agua caliente y otros ingredientes. En algunos lugares se sigue haciendo con regularidad. Aunque una comida blanda y caliente es un placer para muchos caballos, y antes se consideraba útil por su efecto laxante, no es necesaria desde el punto de vista nutricional. Un caballo viejo con mala dentadura puede beneficiarse de la comida ablandada en agua, una papilla puede ayudar a proporcionar hidratación adicional y una comida caliente puede ser reconfortante en climas fríos, pero los caballos tienen mucha más fibra en su dieta habitual que los humanos, por lo que cualquier ayuda del salvado es innecesaria. También existe el riesgo de que demasiado salvado de trigo aporte un exceso de fósforo, desequilibrando la dieta, y un pienso de contenido inusual suministrado sólo una vez a la semana podría desencadenar un ataque de cólico.

## Almacenamiento del pienso

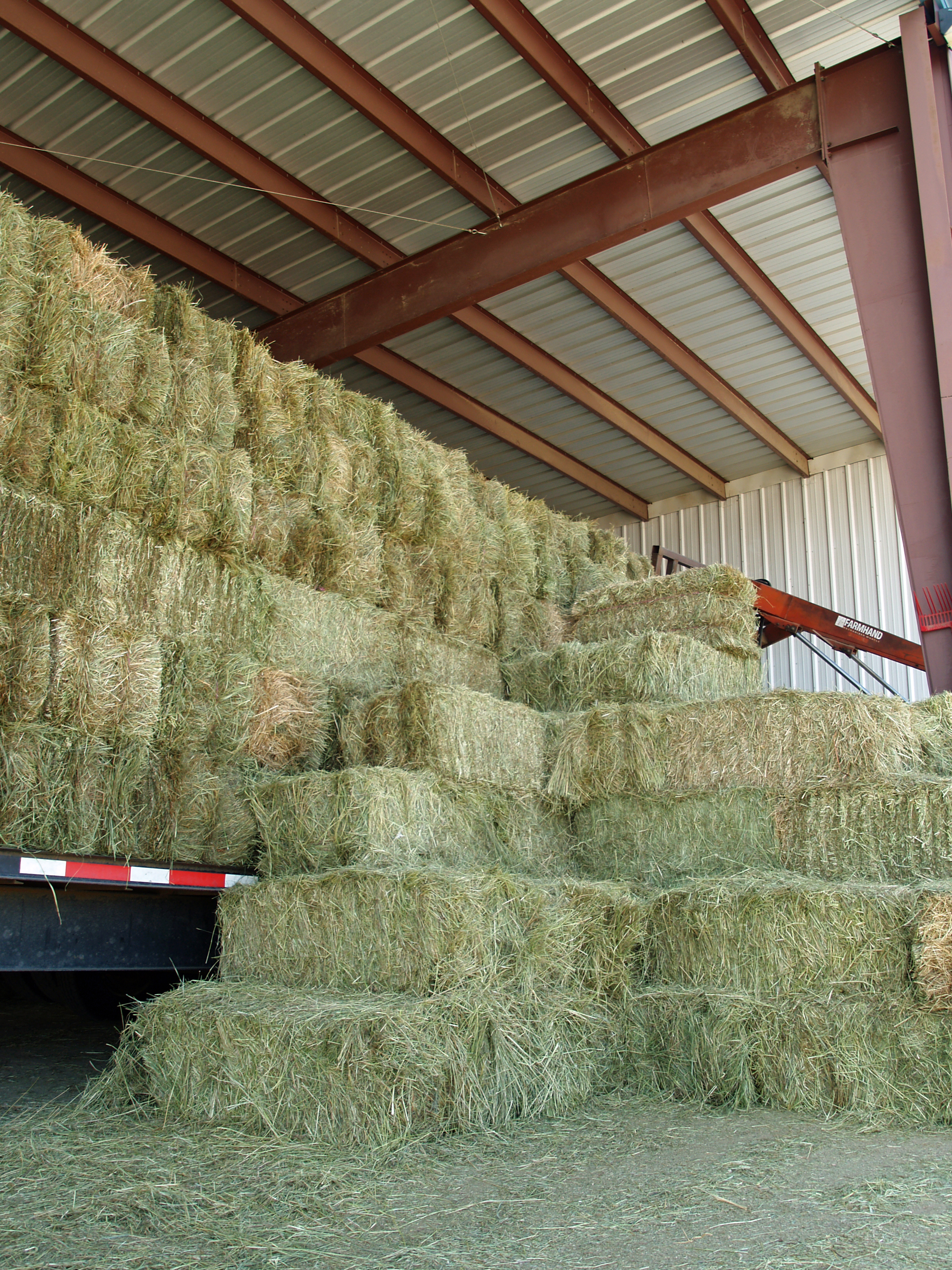
Heno almacenado en un cobertizo para mantenerlo seco

Todo el heno y los piensos concentrados deben mantenerse secos y libres de moho, heces de roedores y otros tipos de contaminación que puedan causar enfermedades a los caballos.Los piensos almacenados al aire libre o expuestos a la humedad pueden desarrollar moho con bastante rapidez. Debido al riesgo de incendio, el heno suele almacenarse bajo un cobertizo abierto o bajo una lona, en lugar de dentro de un establo propiamente dicho, pero debe mantenerse bajo algún tipo de cubierta. Los concentrados ocupan menos espacio de almacenamiento, presentan menos riesgo de incendio y suelen guardarse en un establo o cobertizo cerrado. Es fundamental que haya una puerta segura o una verja con pestillo entre los animales y cualquier zona de almacenamiento de pienso. Los caballos que se meten accidentalmente en el pienso almacenado y comen demasiado de una sola vez son una forma común, pero prevenible, de que los caballos desarrollen cólicos o laminitis. (Ver Enfermedades relacionadas con una alimentación inadecuada más abajo)
Por lo general, no es seguro dar a un caballo pienso contaminado por los restos de un animal muerto. Se trata de una fuente potencial de botulismo. Por ejemplo, los ratones y los pájaros pueden introducirse en el grano mal almacenado y quedar atrapados; las balas de heno a veces contienen accidentalmente serpientes, ratones u otros animales pequeños que quedaron atrapados en la maquinaria de empacado durante el proceso de cosecha.

## Comportamiento alimentario
Los caballos pueden ponerse ansiosos o estresarse si transcurren largos periodos de tiempo entre comidas. También les va mejor cuando se les alimenta siguiendo un horario regular; son criaturas de costumbres y se alteran fácilmente con los cambios de rutina. Cuando los caballos están en manada, su comportamiento es jerárquico; los animales de mayor rango de la manada comen y beben primero. Los animales de menor rango, que comen en último lugar, pueden no recibir suficiente comida y, si hay poco alimento disponible, los caballos de mayor rango pueden impedir que los de menor rango coman. Por lo tanto, a menos que un rebaño disponga de pastos que satisfagan las necesidades nutricionales de todos los individuos, es importante alimentar a los caballos por separadoo repartir el pienso en zonas separadas para asegurarse de que todos los animales reciben aproximadamente la misma cantidad de comida. En algunas situaciones en las que los caballos se mantienen juntos, es posible que se separen en manadas distintas, dependiendo de las necesidades nutricionales; los caballos con sobrepeso se mantienen separados de los delgados para que las raciones puedan ajustarse en consecuencia.

## Problemas dentales
Los dientes de los caballos erupcionan continuamente a lo largo de su vida, se desgastan a medida que comen y pueden desarrollar patrones de desgaste desiguales que pueden interferir con la masticación. Por esta razón, los caballos necesitan un examen dental al menos una vez al año, y debe prestarse especial atención a las necesidades dentales de los caballos más viejos.El proceso de pulido de los patrones de desgaste irregulares en los dientes de un caballo se denomina flotación y puede ser realizado por un veterinario o un especialista en odontología equina.

## Enfermedades relacionadas con una alimentación inadecuada
El cólico, el ahogo y la laminitis pueden poner en peligro la vida del caballo cuando están gravemente afectados, por lo que es necesaria la atención veterinaria para tratar adecuadamente estas afecciones. Otras afecciones, aunque no ponen en peligro la vida, pueden tener graves consecuencias para la salud y la solidez del caballo a largo plazo.

### Cólico
El cólico del caballo en sí no es una enfermedad, sino más bien una descripción de los síntomas relacionados con el dolor abdominal. Puede deberse a cualquier tipo de trastorno digestivo, desde una leve hinchazón por exceso de gas intestinal hasta impactos potencialmente mortales.La causa más frecuente del cólico es un cambio en la dieta, ya sea un cambio planificado que se produce demasiado rápido o un cambio accidental, como cuando un caballo sale de su establo o prado e ingiere plantas desconocidas. Pero el cólico tiene muchos otros desencadenantes posibles, como la falta de agua, un horario de alimentación irregular, el estrés o una enfermedad.Como el caballo no puede vomitar y tiene una capacidad limitada para desintoxicar sustancias nocivas, cualquier cosa que le resulte molesta debe recorrer todo el sistema digestivo para ser expulsada.

### Estrangulador
La asfixia no es tan frecuente como el cólico, pero suele considerarse una urgencia veterinaria. La causa más común de asfixia es que los caballos no mastican bien la comida, normalmente porque la ingieren demasiado rápido, sobre todo si no tienen suficiente acceso al agua, pero también a veces por problemas dentales que hacen que masticar sea doloroso. Es extremadamente difícil que un caballo expulse algo del esófago, y a menudo se requiere un tratamiento inmediato. A diferencia de la asfixia en humanos, la asfixia en caballos no corta la respiración.

### Laminitis
Los caballos también son susceptibles de sufrir laminitis, una enfermedad de la lámina del casco. La laminitis tiene muchas causas, pero la más común está relacionada con una sobrecarga de azúcar y almidón provocada por la ingestión excesiva de ciertos tipos de alimentos, sobre todo demasiada hierba con alto contenido en fructanos a principios de primavera y finales de otoño, o por el consumo de cantidades excesivas de grano.

### Trastornos del crecimiento
Los caballos jóvenes sobrealimentados o alimentados con una dieta con una relación calcio:fósforo inadecuada pueden desarrollar con el tiempo una serie de trastornos ortopédicos y del crecimiento, como osteocondrosis (OCD), deformidades angulares de las extremidades (ALD), y varias afecciones englobadas en el grupo de las enfermedades ortopédicas del desarrollo (DOD). Si no se tratan adecuadamente, los daños pueden ser permanentes. Sin embargo, pueden tratarse si se detectan a tiempo, reciben la atención veterinaria adecuada y se corrigen las prácticas de alimentación inadecuadas.Los caballos jóvenes alimentados para un crecimiento rápido con el fin de ser exhibidos o vendidos como añojos corren un riesgo especialmente alto.Los caballos adultos con una dieta inadecuada también pueden desarrollar una serie de problemas metabólicos.

### Pajas
El heno mohoso o polvoriento con el que se alimenta a los caballos es la causa más común de la obstrucción recurrente de las vías respiratorias, también conocida como EPOC o "mugido", una enfermedad crónica de los caballos que consiste en una bronquitis alérgica caracterizada por sibilancias, tos y respiración dificultosa.

### "Atar"
La rabdomiólisis equina por esfuerzo, también conocida como "atadura" o azoturia, es una enfermedad a la que sólo algunos caballos son susceptibles y la mayoría de los casos están relacionados con una mutación genética.En los caballos propensos a padecerla, suele producirse cuando a un día de descanso con ración completa de grano le sigue otro de trabajo al día siguiente. Este patrón de signos clínicos dio lugar al arcaico apodo de "mal del lunes por la mañana". La enfermedad también puede estar relacionada con un desequilibrio electrolítico. Una dieta adecuada puede ayudar a minimizar el riesgo de ataque.